# Seznam rimskokatoliških škofov Sombotela
Seznam rimskokatoliških škofov Sombotela.

## Seznam
| #   | Slika                     | Ime                      | Rojen, umrl                                                  | Škof                                  | Opombe                                                          |
| --- | ------------------------- | ------------------------ | ------------------------------------------------------------ | ------------------------------------- | --------------------------------------------------------------- |
| 1.  | Klikni za spremembo slike | János Szily              | 20. avgust 1735, Felszopor 2. januar 1799, Sombotel          | 17. februar 1777 – 2. januar 1799     | prej škof Škofije Knin                                          |
| 2.  | Klikni za spremembo slike | Ferenc Herzan von Harras | 5. april 1735, Praga 1. junij 1804, Dunaj                    | 18. maj 1800 – 1. junij 1804          | kardinal                                                        |
| 3.  | Klikni za spremembo slike | Lipót Somogy             | 19. november 1748, Martinček 20. februar 1822, Sombotel      | 1. november 1806 – 20. februar 1822   |                                                                 |
| 4.  | Klikni za spremembo slike | András Bőle              | 8. september 1762, Szarvaskend 4. junij 1843, Sombotel       | 25. junij 1825 – 4. junij 1843        |                                                                 |
| 5.  | Klikni za spremembo slike | Gábor Balassa            | 22. marec 1783, Mencshely 11. avgust 1851, Sombotel          | 6. oktober 1844 – 11. avgust 1851     |                                                                 |
| 6.  | Klikni za spremembo slike | Ferenc Szenczy           | 17. september 1800, Sombotel 19. februar 1869, Sombotel      | 29. junij 1853 – 19. februar 1869     |                                                                 |
| 7.  | Klikni za spremembo slike | Imre Szabó               | 10. oktober 1814, Békás 28. februar 1881, Sombotel           | 21. november 1869 – 28. februar 1881  |                                                                 |
| 8.  | Klikni za spremembo slike | Kornél Hidasy            | 14. junij 1828, Komárno 11. oktober 1900, Sombotel           | 3. maj 1883 – 11. oktober 1900        |                                                                 |
| 9.  | Klikni za spremembo slike | Vilmos István            | 22. junij 1849, Jageršek 25. december 1910, Sombotel         | 16. december 1901 – 25. december 1910 | prej pomožni škof                                               |
| 10. | Klikni za spremembo slike | János Mikes              | 27. junij 1876, Zăbala 28. marec 1945, Répceszentgyörgy      | 7. januar 1912 – 10. januar 1936      | po upokojitvi naslovni nadškof                                  |
| 11. | Klikni za spremembo slike | József Grős              | 10. december 1887, Halbturn 3. oktober 1961, Kaloča          | 19. julij 1939 – 7. maj 1943          | prej pomožni škof Škofije Gjur, potem nadškof Nadškofije Kaloča |
| 12. | Klikni za spremembo slike | Sándor Kovács            | 11. junij 1893, Kecskemét 24. december 1972, Budimpešta      | 25. marec 1944 – 8. februar 1972      | koncilski oče drugega vatikanskega koncila                      |
| 13. | Klikni za spremembo slike | Árpád Fábián             | 28. oktober 1926, Košice 14. maj 1986, Budimpešta            | 16. marec 1972 – 14. maj 1986         | premonstratenec                                                 |
| 14. | Klikni za spremembo slike | István Konkoly           | 5. marec 1930, Tornyiszentmiklós 20. november 2017, Sombotel | 11. julij 1987 – 20. junij 2006       |                                                                 |
| 15. | Klikni za spremembo slike | András Veres             | 30. november 1959, Pócspetri                                 | 20. junij 2006 – 17. maj 2016         | prej pomožni škof Nadškofije Eger, potem škof Škofije Gjur      |
| 16. | Klikni za spremembo slike | János Székely            | 7. junij 1964, Budimpešta                                    | 18. junij 2017 –                      | prej pomožni škof Nadškofije Esztergom - Budimpešta             |